# Gisela Clauß
Gisela Elisabeth Linda Clauß (* 11. April 1949 in Dresden) ist eine deutsche Politikerin (CDU).
Clauß absolvierte nach dem Abitur eine Ausbildung zur Textilfacharbeiterin und studierte anschließend Architektur. Sie trat 1990 der CDU bei und war seit 1995 Vorsitzende des Ortsverbandes in Dresden-Mockritz-Beutlerpark. Sie war Mitglied des Landesvorstandes der Kommunalpolitischen Vereinigung und zwischen 1991 und 1995 Geschäftsführerin der Frauen-Union in Sachsen. Dem Sächsischen Landtag gehörte sie seit Juli 1995 an, als sie über die Landesliste nachrückte. Bei der Landtagswahl 1999 zog sie über die Landesliste der CDU erneut ins Parlament ein und gehörte diesem bis 2004 an. Sie ist Vorsitzende des Landesverbandes Sachsen der Paneuropa-Union. Sie gehört dem Landesvorstand der Ost- und Mitteldeutschen Vereinigung der Sächsischen Union an. Zu ihren weiteren Ehrenämtern gehört der Vorsitz des Volksbunds Deutsche Kriegsgräberfürsorge, Stadtverband Dresden.